# Folke
 Denne artikel omhandler drengenavnet Folke. Opslagsordet har også en anden betydning, se Falke (navn).
Folke er et gammelt nordisk drengenavn med betydningen "høvding". 
Lidt flere end 150 danskere hedder Folke ifølge Danmarks Statistik (pr. 2017).

## Kendte personer med navnet
- Folke Bernadotte, svensk diplomat.

## Note
1. ↑  "Danmarks Statistiks navneoversigt". Arkiveret fra originalen 1. april 2009. Hentet 10. september 2017.